# Srđan Plavšić
Srđan Plavšić (cyr. Срђан Плавшић; ur. 3 grudnia 1995 w Nowym Sadzie) – serbski piłkarz występujący na pozycji ofensywnego pomocnika w czeskim klubie Baník Ostrawa do którego jest wypożyczony z Rakowa Częstochowa . Reprezentant kraju.

## Kariera klubowa
Srđan Plavšić karierę klubową rozpoczął w Vojvodinie z rodzinnego Nowego Sadu. Nie miał jednak szans na występy w pierwszej drużynie ze względu na niski wzrost. Karierę seniorską kontynuował na niższych szczeblach serbskich rozgrywek w zespole ČSK Pivara. Po dwóch sezonach przeniósł się do Spartaka Subotica, w którego barwach zadebiutował w Super liga Srbije, najwyższej piłkarskiej klasie rozgrywkowej w kraju.
10 sierpnia 2015 podpisał 3-letni kontrakt z Crveną zvezdą. Ze względu na swój wzrost otrzymał przydomek „atomowa mrówka”. Styl gry Plavšicia sprawiał, że był jednym z najczęściej faulowanych zawodników w lidze.
W czerwcu 2017 podpisał kontrakt ze Spartą Praga.

## Kariera reprezentacyjna
Młodzieżowy reprezentant Serbii. W dorosłej kadrze zadebiutował 29 września 2016 w przegranym 0:3 towarzyskim meczu z Katarem.